# Elizabeth Jane Gardnerová

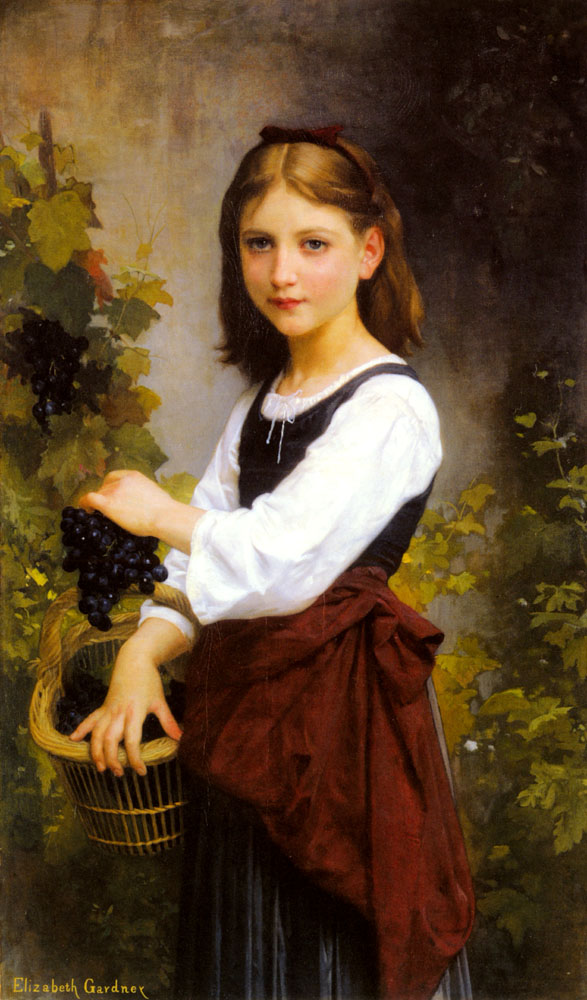
Giovanetta
s košíkem hroznů'

Elizabeth Jane Gardnerová (4. října 1837, Exeter, New Hampshire, USA - 28. ledna 1922, Saint-Cloud, Francie) byla francouzská malířka původem z USA.

## Život
V zimě 1866/1867 přišla Gardnerová do Paříže na Julianovu akademii a studovala u Williama Adolphe Bouguereau, Julese-Josepha Lefebvra a Huguese Merleho. Díky podpoře učitelů se v roce 1872 jako první zahraniční umělkyně zúčastnila každoroční výstavy Salon de Paris, kde byla jako první malířka v historii oceněna zlatou medailí. Gardnerové se ale nikdy nepodařilo vystoupit ze stínu svého učitele Bouguereau, a tak byly čas od času její obrazy připisovány jemu. V roce 1896 se Gardnerová za svého bývalého učitele Williama Adolphe Bouguereau vdala a později se s ním usadila v Saint-Cloud v blízkosti Paříže, kde také zemřela.